# Schleuse Datteln
Als Schleuse Datteln wird die Schleusengruppe bezeichnet, die vom Rhein her, zur letzten der sechs Kanalstufen des Wesel-Datteln-Kanals bei Kanalkilometer 59,28 in Datteln-Natrop gehört. Einen Kilometer oberhalb trifft der Wesel-Datteln-Kanal am Kanalkreuz Datteln auf den Dortmund-Ems-Kanal.

## Geschichte, Bauart und Kapazität
Die große Schleuse Datteln wurde 1928 erbaut und 1931 zusammen mit dem Kanal eröffnet. Die Schleusenkammer hat eine Länge von 222 m, eine Breite von 12 m, die Fallhöhe beträgt 7,5 m und der Wasserverbrauch beträgt pro Schleusung 20.000 m³. Schiffe mit einem Tiefgang bis zu 2,8 m können geschleust werden. Oberwasser- und unterwasserseitig wird diese Schleuse durch Hubtore geschlossen. Diese Schleusentore wurden im November 1993 erneuert. Die direkt daneben liegende kleine Schleuse Datteln hat eine Länge von 112 m und eine Breite von 12 m. Die Schleuse wurde 1964 errichtet. Sie besitzt oberwasserseitig ein Hubtor und unterwasserseitig ein Schiebetor. Das aufgehängte Schiebetor ist eine Sicherungsmaßnahme für mögliche Bergsenkungen, da seine Funktion nicht durch Neigungen im Gelände beeinträchtigt wird. Eine Doppelschleusung, also eine Berg- und Talfahrt zusammen, dauert etwa 40 Minuten. Durchschnittlich 90 Schiffe passieren täglich die beiden Schleusen. Das seit der Inbetriebnahme des Kanals 1931 vorhandene Rückpumpwerk dient zunächst dazu, das ins Unterwasser abgelaufene Schleusenbetriebswasser ins Oberwasser zurückzupumpen. Darüber hinaus kann über die ganze Pumpwerkskette des WDK bei Bedarf Rheinwasser in Richtung Dattelner Meer gepumpt werden zur Speisung der Scheitelhaltung Herne/Datteln-Münster des Westdeutschen Kanalnetzes. Die vier Pumpen haben eine Förderleistung von jeweils 4300 Litern pro Sekunde. Im Jahr 2023 wurden an der großen Schleuse die Nischenpoller erneuert.
Die Schleusengruppe Datteln ist Teil der Route der Industriekultur.

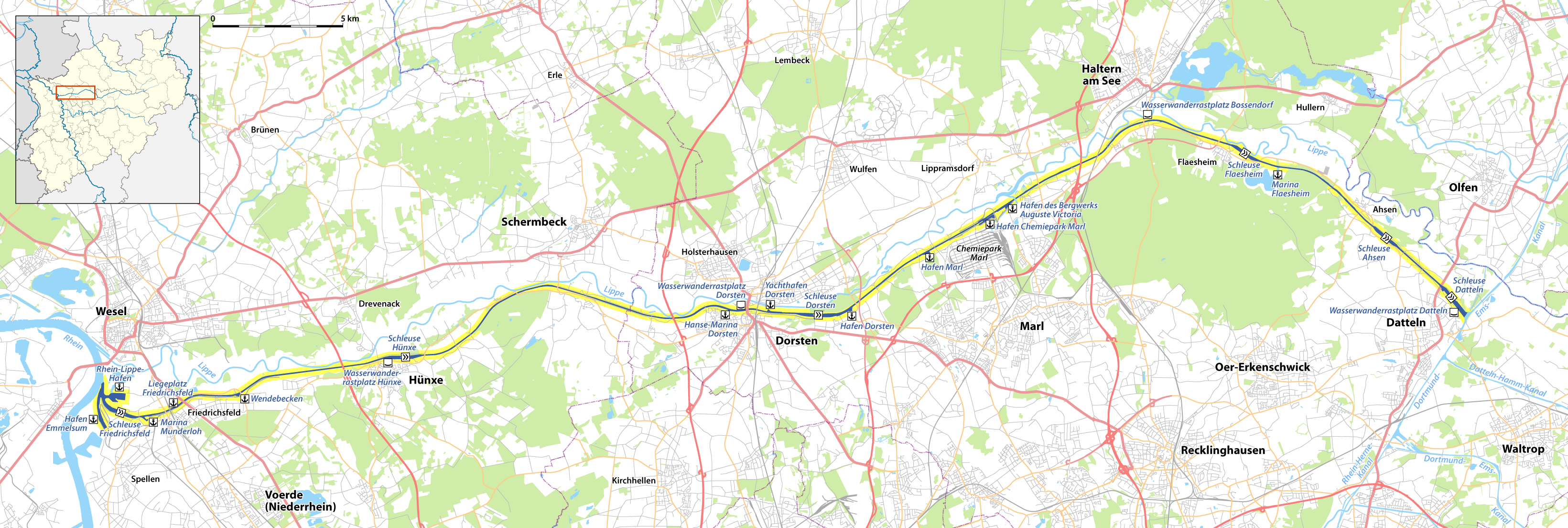
Lage der Schleusengruppe am Kanal